# St. Matthäus (Uttenhofen)

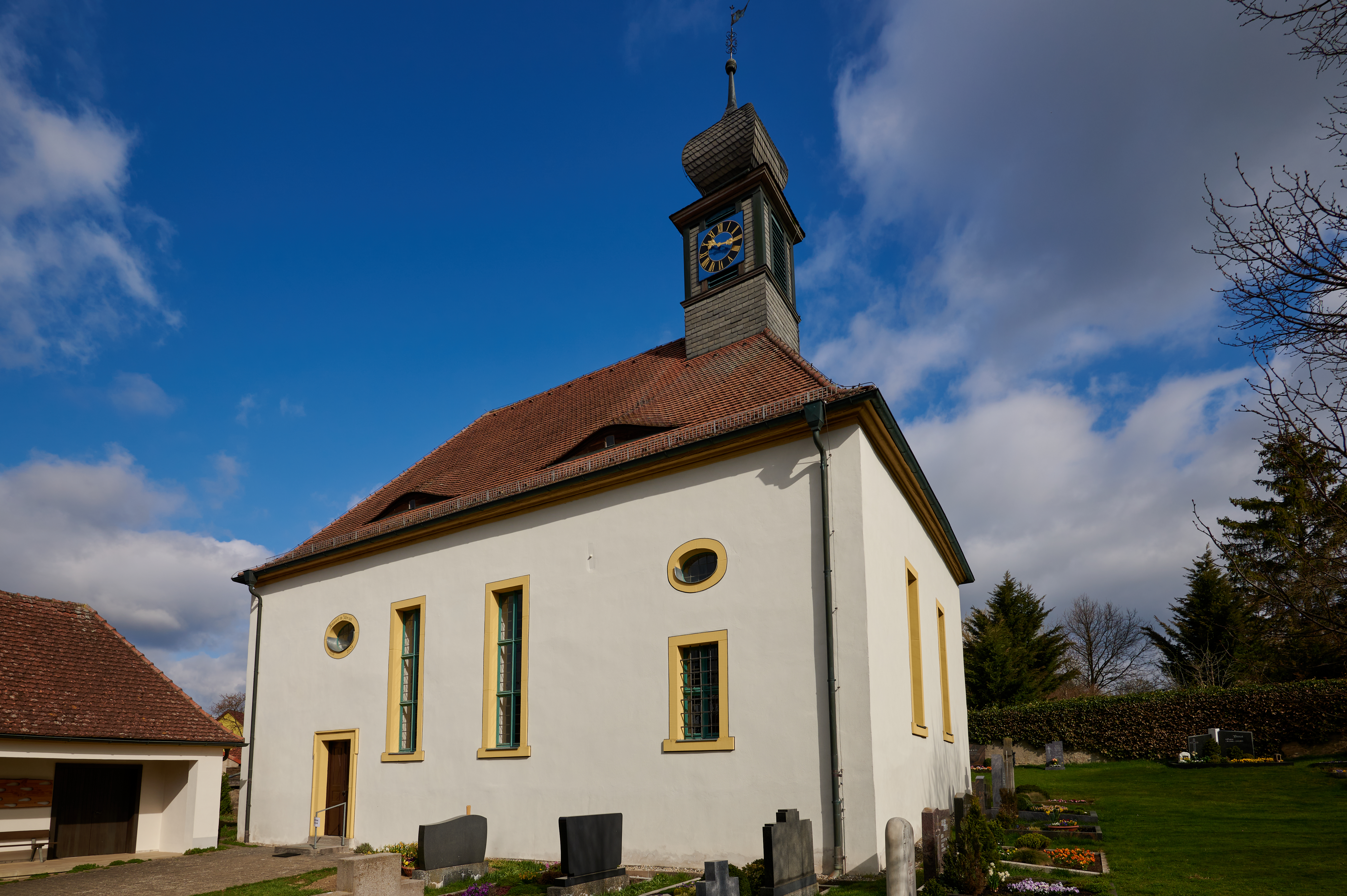
St. Matthäus (Uttenhofen)

Die denkmalgeschützte, evangelisch-lutherische Filialkirche St. Matthäus steht in Uttenhofen, einem Gemeindeteil der Stadt Uffenheim im Landkreis Neustadt an der Aisch-Bad Windsheim (Mittelfranken, Bayern). Die Kirche ist unter der Denkmalnummer D-5-75-168-122 als Baudenkmal in der Bayerischen Denkmalliste eingetragen. Die Kirche gehört zur Pfarrei Ulsenheim im Dekanat Uffenheim im Kirchenkreis Ansbach-Würzburg der Evangelisch-Lutherischen Kirche in Bayern.

## Beschreibung
Die Saalkirche wurde 1703 erbaut. Sie besteht aus einem Langhaus, in dem der erhöht liegende Chor integriert ist. Aus dem Walmdach, in dem sich Fledermausgauben befinden, erhebt sich im Osten ein quadratischer, schiefergedeckter Dachreiter, der die Turmuhr und den Glockenstuhl beherbergt, und der mit einer Zwiebelhaube bedeckt ist. 
Der Innenraum ist mit Emporen ausgestattet. Auf der Empore über dem Altar steht die Orgel, die um 1770 von Georg Martin Gessinger gebaut wurde.